# Armadillidium versicolor

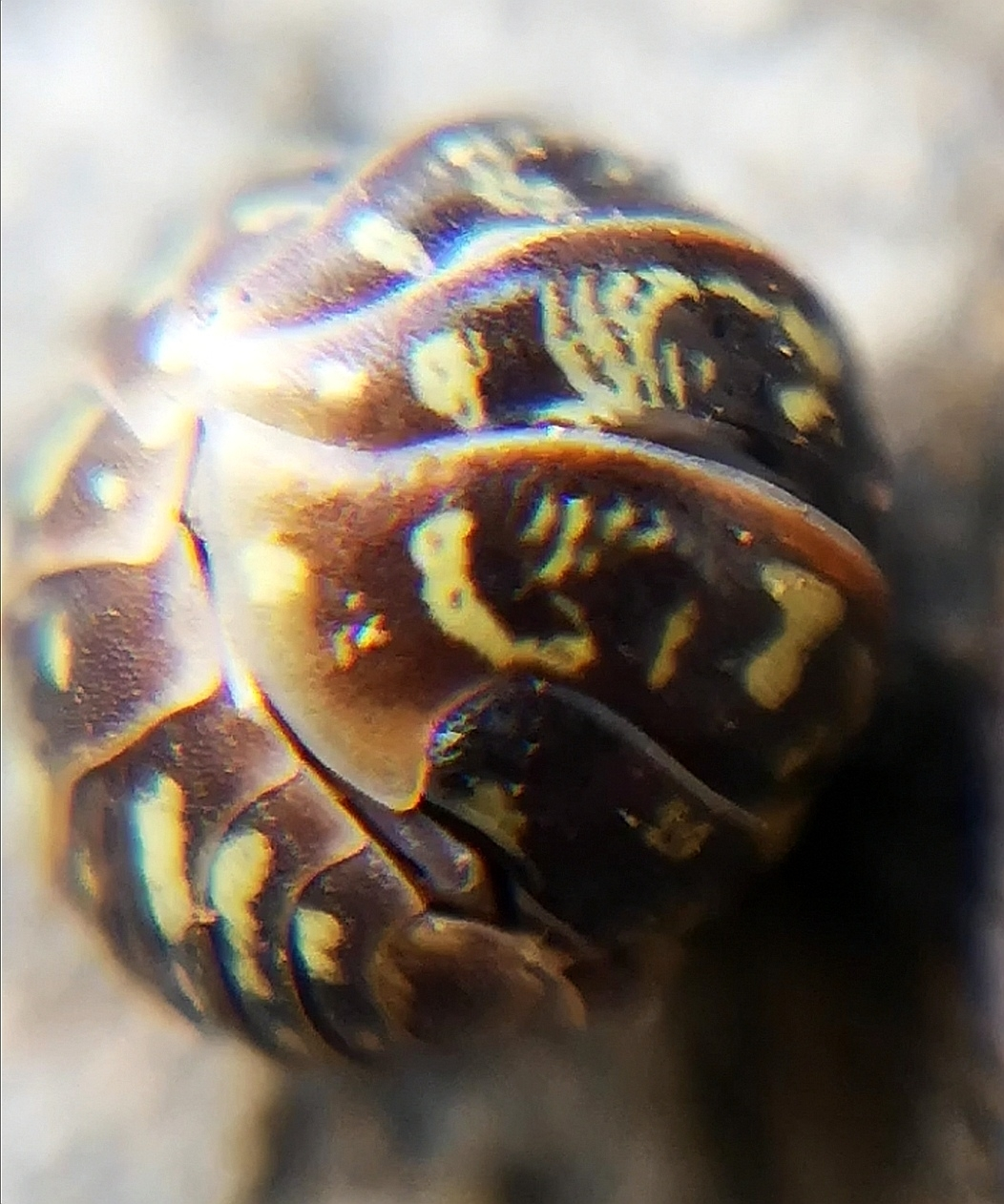
Ein zusammengerolltes Exemplar

Armadillidium versicolor, auch Wechselfärbige Rollassel genannt, ist eine von Mitteleuropa bis Ostasien verbreitete Art der zu den Landasseln gehörenden Rollasseln.

## Merkmale
Die Art wird 9 bis 14 mm lang. Bei Störung kann sich die Art zu einer vollkommenen Kugel zusammenrollen, ausgestreckt sind die Tiere lang oval. Der Hinterleib (Pleon) ist nicht schmaler als der Vorderleib (Cephalothorax). Die Körperoberfläche ist glatt. Die Tiere sind braun mit meist gelblichen Fleckenreihen auf dem Rücken.
Die Hinterecken des 1. Segments (1. Pereiomer) sind zipfelig ausgezogen. Die Antennen besitzen 2 Geißelglieder. Die Seitenlappen am Kopf sind deutlich zu sehen, am Kopf befindet sich eine einfache Leiste zwischen dem Stirndreieck und den Augen, die aus mehr als 5 Ocellen bestehen. Auf dem Scheitel hinter dem Stirndreieck befindet sich keine Grube. Das Telson am Körperende ist breit gerundet. Bei den Uropoden neben dem Telson ist der Außen-Ast (Exopodit) plattenartig verbreitert und länger und breiter als der Innen-Ast (Endopodit). Das Grundglied der Uropoden trägt keinen Fortsatz. Die Stirnplatte liegt wie bei Armadillidium vulgare eng am Kopf an. Die Art weist 2 Trachealsysteme auf.

## Ähnliche Arten
Von Armadillidium pulchellum unterscheidet sich die Art durch die Hinterecken des 1. Segments, diese sind bei A. pulchellum quer abgestutzt. Bei Armadillidium pictum befindet sich eine Doppelleiste zwischen Stirndreieck und Auge. Armadillidium vulgare ist morphologisch sehr ähnlich, jedoch ist das Telson  breit abgestutzt anstatt gerundet. Auch in der Färbung unterscheiden sich die beiden Arten. Armadillidium zenckeri besitzt auf dem Scheitel hinter dem Stirndreieck eine deutliche Grube.

## Verbreitung und Lebensraum
Das Verbreitungsgebiet zieht sich von Mitteleuropa bis Nord- und Ostasien. In Europa kommt die Art von den zentralen Alpen über Südostdeutschland, Tschechien, Polen und die Balkanhalbinsel und die Türkei bis nach Russland und in den Kaukasus vor. Weiter östlich zieht sich das Areal über das südliche Russland und Kasachstan bis Ostasien. Aus China ist die Art nicht bekannt. In Europa stammen die meisten Funde aus den Mittel- und Hochgebirgen Mitteleuropas (Ostalpen und Donauländer) und aus Osteuropa (Ukraine bis Russland).
In Deutschland kommt die Art nur an wenigen Stellen vor und gilt als sehr selten, wird jedoch als ungefährdet eingestuft.
Wissenschaftlich verifizierte Fundorte in Deutschland liegen südwestlich von München (bei Mindelheim) und im Thüringer Wald (bei Eisenach und Gerstungen). Auf iNaturalist sind zahlreiche Beobachtungen aus der Südhälfte Bayerns zu finden, westlich bis zum Bodensee. Nach Literaturangaben ist die Art in Deutschland vor allem in den Berchtesgadener Alpen und im Allgäu zu finden. Östlich von Deutschland ist die Art in Österreich weit verbreitet, in Tschechien, wo sie auch im Erzgebirge zu finden ist und in Polen, hier jedoch nicht nahe der Grenze zu Deutschland. In der Schweiz ist die Art nur aus dem äußersten Nordosten bekannt, ebenfalls in Italien.

## Lebensraum
Die Art lebt gerne auf Lössboden an Gewässerufern oder in Bruchwäldern und kann dort unter Rinde und Holz gefunden werden. Dabei werden mineralhaltige und nicht zu trockene Böden bevorzugt. Gelegentlich kommt die Art auch auf Humusböden vor. Dort trifft man sie unter Gras, an Mauern und unter Steinen an.

## Lebensweise
Nachweise der Art gelingen meist von März bis November.
Wie zahlreiche andere Rollasseln wird auch diese Art in Terrarien gehalten.

## Taxonomie
Die Art wurde 1859 von Friedrich von Stein erstbeschrieben. Ein Synonym lautet Armadillidium quinqueseriatum Verhoeff, 1901. Die Typuslokalität befindet sich in Dalmatien.

### Unterarten
Derzeit gibt es drei anerkannte Unterarten:
- Armadillidium versicolor quiqueseriatum Verhoeff, 1901
- Armadillidium versicolor versicolor Stein, 1859
- Armadillidium versicolor wohlberedti Verhoeff, 1907

Die ehemalige Unterart Armadillidium versicolor albomarginatum Verhoeff, 1901 gilt mittlerweile als eigene Art Armadillidium albomarginatum.